# Sarras
Sarras es una isla mítica a donde es llevado el Santo Grial, en las leyendas artúricas.
En el ciclo Lanzarote-Grial, Sarras es visitada por José de Arimatea y su séquito, de camino a Inglaterra. En la isla, el hijo de José es investido obispo, y Cristo le muestra los misterios del Grial. Cuando los caballeros de la Mesa Redonda Galahad, Perceval y Bors encuentran el Grial en Carbonek, lo llevan de regreso a Sarras, a bordo de la nave de Salomón. Galahad y Perceval mueren en la isla, y Bors regresa a Camelot para narrar la aventura.
En el Lanzarote-Grial, Sarras se localiza cerca de Egipto, y es considerada el origen del nombre sarraceno en la obra.

## Para más información
En inglés
- Norris J. Lacy (ed.), Lancelot-Grail: The Old French Arthurian Vulgate and Post-Vulgate Cycles in Translation, 5 vol.

- Datos: Q1853612